# Gesseltshausen
Gesseltshausen ist ein Kirchdorf in der Gemeinde Fahrenzhausen im oberbayerischen Landkreis Freising in Bayern.
Der Ort liegt östlich der Amper und der Bundesautobahn 9.

## Geschichte
819 wird Gesseltshausen erstmals als Cozhiltahusun urkundlich genannt. 1315 wird der Ortsname Gözzeltshausen erwähnt. Bis 1803 gehörte der Ort zur Herrschaft Massenhausen des Hochstifts Freising. Im Zuge der Gemeindebildung im Königreich Bayern nach dem Zweiten Gemeindeedikt kam der Ort 1818 zur Landgemeinde Großnöbach. Am 1. Juli 1972 verlor Großnöbach den Status als selbständige Gemeinde und wurde nach Fahrenzhausen eingemeindet.

## Sehenswürdigkeiten

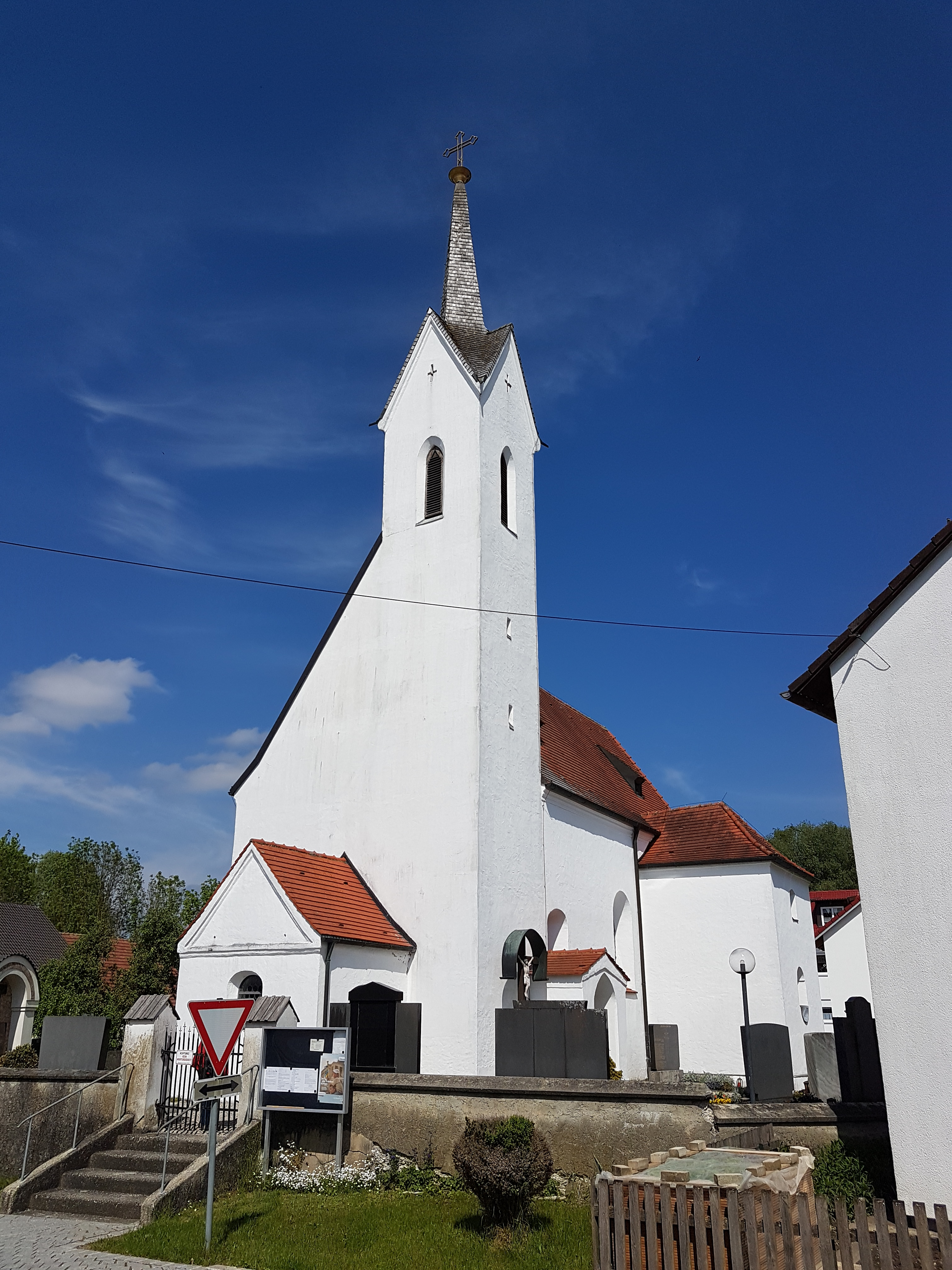
St. Jakobus (Gesseltshausen)

Das Ortsbild wird geprägt von der Filialkirche St. Jakobus, ein spätgotischer Saalbau mit polygonalem Chorabschluss, angefügter zweigeschossiger Sakristei und Westturm, erbaut im 15. Jahrhundert. Das Langhaus ist im Kern wohl älter mit jüngeren Anbauten. Es erfolgte eine spätere Barockisierung.